# Michail Dmitrievič Čulkov
Michail Dmitrievič Čulkov (Михаил Дмитриевич Чулков; San Pietroburgo, 1743 – San Pietroburgo, 1793) è stato uno scrittore russo.

## Biografia
Čulkov nacque a Mosca nel 1744 nella famiglia di un soldato della guarnigione militare. 
Studiò all'Università di Mosca dal 1755 al 1758, e svolse attività varie, da quella di attore del teatro universitario a quella di cameriere di corte, senza trascurare quella degli ultimi anni di vita, ossia di segretario del Senato.
Il periodo in cui Čulkov si dedicò alla letteratura fu breve ma intenso e ricco di innovazioni, grazie all'opera che lo rese celebre: Peresmešnik ("Il motteggiatore"), una raccolta di fiabe e di racconti, grazie al quale l'autore ci fornì un quadro satirico ma anche realistico della società a lui contemporanea. In questo lavoro, più volte accostato a quello di Scarron, l'autore introdusse molti elementi di origine popolare presi dal folclore russo, oltre che elementi anti-didattici, dato che l'autore avvisò i lettori che la sua opera non è stata scritta per correggere gli usi e i costumi contemporanei, ma per divertire; Čulkov si distinse dalla letteratura della seconda metà del XVIII secolo, il cui fine, soprattutto nella commedia e nella satira era proprio il perfezionamento dei costumi.
Čulkov si mise in evidenza anche per studi e approfondimenti mitologici, inseriti nel Breve dizionario mitologico pubblicato nel 1767 e nel Dizionario di superstizioni russe del 1782.
Di notevole importanza fu l'attività di pubblicista svolta da Čulkov, culminata con la pubblicazione di due riviste satiriche: I to i SIo ("E questo e quello") e Parnasskij Scepetil'nik ("Il pedante di Parnaso"), tramite le quali l'autore polemizzò con i colleghi di classe alta del suo tempo.
Anche queste due riviste risultarono un prezioso documento degli usi e costumi contemporanei, così come il romanzo di costume satirico intitolato Prigožaia povaricha, ili pochoždenie razvratnoj ženščini ("La cuoca avvenente o l'avventura di una donna corrotta", 1770). 

Morì nel 1793.

### Descrizione dello stato e le proprietà del commercio russo
Čulkov si dedicò alla stesura di un libro non destinato al pubblico ma alla Segreteria di Stato, intitolato Descrizione dello stato e le proprietà del commercio russo dai tempi di Pietro il Grande al regno della grande imperatrice Caterina II (7 volumi). Consisteva di due parti: la prima conteneva materiale legislativo, la seconda conteneva documenti. I primi 5 volumi contengono una panoramica della storia del commercio estero in regioni e paesi selezionati, i volumi 6 e 7 sono un resoconto della storia del commercio in tutta la Russia nella seconda metà del XVIII secolo.
Il primo volume descrive la storia del commercio dalla Russia antica fino al XVI secolo, sul Mar Nero, Mar Caspio, Mar Baltico, Mar Bianco, Mar Baltico. Il secondo volume è dedicato al commercio della Russia con la Turchia, Italia, Polonia, Danzica, Prussia, Germania, Caucaso, Iran, India, e altri. Il terzo volume fornisce una panoramica dei legami commerciali con la Siberia, Cina, Mongolia, e altri. Nel quarto volume viene considerato il commercio dei porti di Pietroburgo e di Kronštadt nel 1703-1785. Nel quinto volume, il commercio riguardante  principalmente i porti del Baltico nel XVIII secolo. Nel sesto volume, l'autore descrive il commercio interno della Russia nel XVIII secolo. Esso fornisce inoltre i dati sulla partecipazione delle diverse città alla esportazione, sull'origine e lo sviluppo della pesca, delle attività estrattive, della metallurgia e dell'industria leggera, presenta i dati sulla localizzazione delle fabbriche e degli impianti, il volume e il valore annuale dei prodotti, la composizione sociale dei proprietari, le forme di impiego del lavoro nelle imprese. 
Il settimo volume contiene un compendio non solo del commercio, ma anche dell'industria, dei trasporti, del credito, della circolazione monetaria e delle attività monetarie. 
Il lavoro di Chulkov rappresentò la storia dello sviluppo economico della Russia.